# Bombus tricornis
Bombus tricornis là một loài Hymenoptera trong họ Apidae. Loài này được Radoszkowski mô tả khoa học năm 1888.